# هاماهوکا
هاماهوکا (به اسپانیایی: Humahuaca) یک منطقهٔ مسکونی در آرژانتین است که در بخش هاماهوکا واقع شده‌است. هاماهوکا ۱۱٬۳۶۹ نفر جمعیت دارد و ۳٬۰۱۲ متر بالاتر از سطح دریا واقع شده‌است.